# (7001) Noether
(7001) Noether ist ein Asteroid des Hauptgürtels, der am 14. März 1955 am Goethe-Link-Observatorium (IAU-Code 760) in Brooklyn im US-Bundesstaat Indiana entdeckt wurde.
Der Himmelskörper wurde zu Ehren der deutschen Mathematikerin Emmy Noether (1882–1935) benannt, die grundlegende Beiträge zur Abstrakten Algebra und zur Theoretischen Physik lieferte und nach der das von ihr formulierte Noether-Theorem benannt ist.